# Erioptera septemtrionis
Erioptera septemtrionis är en tvåvingeart som beskrevs av Osten Sacken 1860. Erioptera septemtrionis ingår i släktet Erioptera och familjen småharkrankar. Inga underarter finns listade i Catalogue of Life.